# Кріш'яніс Редліхс
Кріш'яніс Редліхс (латис. Krišjānis Rēdlihs; 15 січня 1981, м. Рига, СРСР) — латвійський хокеїст, захисник. Виступає за «Динамо» (Рига) у Континентальній хокейній лізі.

## Спортивна кар'єра
Виступав за «Металургс» (Лієпая), «Олбані Рівер-Ретс» (АХЛ), ХК «Фрібур-Готтерон», «Амур» (Хабаровськ), ХК «Лінчепінг», «Гамбург Фрізерс», «Динамо» (Рига) ХК «Рига 2000».
У складі національної збірної Латвії учасник учасник зимових Олімпійських ігор 2006 і 2010 (9 матчів, 0+1), учасник чемпіонатів світу 2002, 2003, 2004, 2008, 2009, 2011 і 2012 (43 матчі, 3+1). У складі юніорської збірної Латвії учасник чемпіонату Європи 1999 (дивізіон I).
Брати: Єкабс Редліхс і Мікеліс Редліхс.